# British Basketball League
La British Basketball League o BBL è stata una lega britannica di pallacanestro maschile che organizzava l'omonimo campionato di vertice della disciplina in Gran Bretagna. Fondata nel 1987, la competizione si disputava annualmente tra 12 squadre. Nel 2024 cessa le attività per difficoltà finanziare, venendo sostituita dalla Super League Basketball. 
La BBL organizza anche tre trofei nazionali, la BBL Cup, la BBL Trophy e la BBL Cup Winners' Cup. Immediatamente al di sotto della BBL vi sono due campionati regionali di seconda divisione, la English Basketball League e la Scottish Basketball League, ma non vi sono meccanismi di promozione o retrocessione tra BBL e dette leghe. Il presidente della BBL è Paul Blake, direttore generale dei Newcastle Eagles.
La sede legale dell'organizzazione è a Leicester.

## Storia
Nel 1987 vi fu il trasferimento di parte di alcuni club delle Leghe inglese e scozzese per formare un campionato professionistico del Regno Unito (la Budweiser Basketball League), attuale British Basketball League.
Dalla National Basketball League inglese giunsero il Portsmouth, Kingston Kings, Manchester United, Calderdale Explorers, Bracknell Tigers, Birmingham Bullets, Solent Stars, Leicester Riders, Bolton and Bury, Hemel Royals, Sunderland Saints, Derby Rams, Oldham Celtics ed il Crystal Palace. Dalla National Basketball League scozzese arrivò il Livingston. Attualmente le formazioni partecipanti alla lega sono 13: il Durham Wildcats, aggiuntasi nel 2011, il Manchester Giants (rifondati dopo l'esperienza tra gli anni settanta e novanta ed un campionato vinto nel 2000) aggiuntasi nel 2012 ed il Birmingham Knights (Birmingham ritorna come sede di una franchigia dopo le esperienze dei Bullets e dei Panthers) nel 2013.
Nel 2024, la Basketball League Ltd (BLL), la società operativa della BBL, si trovava in gravi difficoltà finanziarie. A causa di questa incertezza, la British Basketball Federation (BBF) ha rescisso la licenza operativa della BLL per gestire la lega professionistica maschile, con effetto immediato. Successivamente una nuova organizzazione, la Premier Basketball Limited, è stata costituita da un consorzio di squadre di basket esistenti precedentemente della BBL.

## Squadre della BBL
Dal 2014 i Bristol Academy Flyers (già presenti nella English Basketball League) ed i Leeds Force diventeranno il 14° ed il 15° team della lega. Nel prossimo futuro la BBL sta prendendo in considerazione l'ammissione di altre squadre: Belfast (ancora da confermare),  East London Royals (avevano rimandato il loro ingresso nella lega previsto nel 2012), Essex Leopards (presenti nella English Basketball League), East Scotland Warriors  di Edimburgo(ancora da confermare), Reading Rockets (ancora da confermare) e York (ancora da confermare).
| naz.                                               | nome squadra                  | città               | stagioni                   | vittorie                                | storia |
| -------------------------------------------------- | ----------------------------- | ------------------- | -------------------------- | --------------------------------------- | --- |
| Inghilterra (bandiera)                             | Bristol Flyers                | Bristol             | / (2014-)                  | /                                       | - Bristol Flyers (2006-) |
| Inghilterra (bandiera)                             | Cheshire Phoenix              | Chester             | 22 (1991-)                 | 1 01-02                                 | - Ellesmere Port Jets (1984-1988) - Cheshire Jets (1988-1993) - Chester Jets (1993-2007) - Cheshire Jets (2007-2012) - Cheshire Phoenix (2012-)                                     |
| Scozia (bandiera)                                  | Caledonia Gladiators          | Glasgow             | 15 (1998-)                 | 1 02-03                                 | - Edinburgh Rocks (1998-2002) - Scottish Rocks (2002-2009) - Glasgow Rocks (2009-2022) - Caledonia Gladiators (2022-)                                                               |
| Inghilterra (bandiera)                             | Leicester Riders              | Leicester           | 26 (1987-)                 | 2 00-01 - 12-13                         | - Loughborough All-Stars (1967-1981) - Leicester All-Stars (1981-1986) - Leicester City Riders (1986-1997) - Leicester Riders (1997-)                                               |
| Inghilterra (bandiera)                             | Leeds Force                   | Leeds               | / (2014-)                  | /                                       | - Leeds Carnegie (2006-2014) - Leeds Force (2014-) |
| Inghilterra (bandiera)                             | London Lions                  | Londra              | 26 (1987-)                 | /                                       | - Hemel H. Lakers (1977-85) - Hemel Royals (1985-96) - Hemel & Watford (1996-97) - Watford Royals (1997-98) - MK Lions (1998-2012) - London Lions (2012-)                           |
| Inghilterra (bandiera)                             | Manchester Giants             | Manchester          | 1 (2012-)                  | /                                       | - Manchester Giants (2012-) |
| Inghilterra (bandiera)                             | Newcastle Eagles              | Newcastle upon Tyne | 26 (1987-)                 | 5 04-05 - 05-06 - 06-07 - 08-09 - 11-12 | - EBAB Washington (1976-1977) - Sunderland Saints (1977-1993) - Sunderland Scorpions (1993-1995) - Newcastle Comets (1995-1996) - Newcastle Eagles (1996-)                          |
| Inghilterra (bandiera)                             | Plymouth Raiders              | Plymouth            | 9 (2004-)                  | /                                       | - Plymouth Panasonic (1978-1980) - Plymouth Kanaries (1980-1983) - Plymouth Raiders (1983-)                                                                                         |
| Inghilterra (bandiera)                             | Sheffield Sharks              | Sheffield           | 20 (1994-)                 | 2 03-04                                 | - Sheffield Forgers (1991-1994) - Sheffield Sharks (1994-) |
| Inghilterra (bandiera)                             | Surrey Scorchers              | Guildford           | 8 (2005-)                  | 1 07-08                                 | - Guildford Heat (2005-2012) - Surrey Heat (2012-2013) - Surrey United (2013-2015) - Surrey Scorchers (2015-)                                                                       |
| Inghilterra (bandiera)                             | Worcester Wolves              | Worcester           | 7 (2006-)                  | 1 13-14                                 | - Worcester Wolves (2000-) |
| formazioni scomparse o non più presenti nella lega |                               |                     |                            |                                         | |
| Inghilterra (bandiera)                             | Durham Wildcats               | Durham              | 4 (2011-2015)              | /                                       | - Durham Wildcats (2005-) |
| Inghilterra (bandiera)                             | Birmingham Knights            | Birmingham          | 1 (2013-2014)              | /                                       | - Birmingham Knights (2011-2014) |
| Inghilterra (bandiera)                             | Mersey Tigers                 | Liverpool           | 6 (2007-2013)              | 2 09-10 - 10-11                         | - Everton Tigers (2007-2010) - Mersey Tigers (2010-) |
| Inghilterra (bandiera)                             | Essex Pirates                 | Southend-on-Sea     | 2 (2009-2011)              | /                                       | - Essex Pirates (2009-) |
| Inghilterra (bandiera)                             | Worthing Thunder              | Worthing            | 3 (2008-2011)              | /                                       | - Worthing Rebels (1999-2000) - Worthing Thunder (2000-) |
| Inghilterra (bandiera)                             | London Capital                | Londra              | 3 (2007-2010)              | /                                       | - North West London Wolverines (1998-2004) - London Capital (2004-) |
| Inghilterra (bandiera)                             | Birmingham Panthers           | Birmingham          | 1 (2007-2008)              | /                                       | - Birmingham Panthers (2007-2008) |
| Inghilterra (bandiera)                             | London United                 | Londra              | 1 (2006-2007)              | /                                       | - London United (2002-2007) |
| Inghilterra (bandiera)                             | Manchester Giants             | Manchester          | 17 (1988-2006)             | 1 99-00                                 | - Stockport Belgrade (1975-1981) - Warrington Vikings (1981-1984) - Manchester United (1985-1988) - Manchester Eagles (1988-1990) - Manchester Giants (1990-2001)                   |
| Inghilterra (bandiera)                             | Birmingham Bullets            | Birmingham          | 16 (1987-1988 e 1991-2006) | 2 95-96 - 97-98                         | - Coventry (1974-1980) - Team Fiat (1980-1982) - Birmingham Bullets (1982-2006) |
| Inghilterra (bandiera)                             | Brighton Bears                | Brighton            | 16 (1990-2006)             | 3 92-93 - 93-94 - 94-95                 | - Brighton Bears(1973-1984) - Worthing Bears (1984-1999) - Brighton Bears (1999-2006)                                                                                               |
| Inghilterra (bandiera)                             | Thames V. Tigers              | Bracknell           | 18 (1987-2005)             | /                                       | - Southern Pirates (1975) - Guildford Pirates (1975-1982) - Bracknell Pirates (1982-1987) - Bracknell Tigers (1987-1990) - Thames V. Tigers (1990-2005)                             |
| Inghilterra (bandiera)                             | Essex Leopards                | Brentwood           | 8 (1994-2003)              | /                                       | - Leopards (1994-1997) - London Leopards (1997-2002) - Essex Leopards (2002-2003)                                                                                                   |
| Inghilterra (bandiera)                             | London Towers                 | Londra              | 13 (1989-2002)             | 2 96-97 - 98-99                         | - Tower Hamlets (1984-1989) - London Docklands (1989-1991) - London Towers (1991-2009)                                                                                              |
| Inghilterra (bandiera)                             | Derby Storm                   | Derby               | 15 (1987-2002)             | /                                       | - Derby Turbos (1984-1985) - Derby Rams (1985-1991) - Derby Bucks (1991-1995) - Derby Storm (1995-2002)                                                                             |
| Inghilterra (bandiera)                             | Guildford Kings               | Guildford           | 7 (1987-1994)              | 4 88-89 - 89-90 - 90-91 - 91-92         | - London YMCA Metros (1973-1979) - Kingston Kings (1979-1988) - Glasgow Rangers (1988-1989) - Kingston Kings (1989-1992) - Guildford Kings (1992-1994)                              |
| Inghilterra (bandiera)                             | Oldham Celtics                | Oldham              | 3 (1987-1988 e 1992-1994)  | /                                       | - Oldham Celtics (1987-1995?) |
| Inghilterra (bandiera)                             | Olympic City Giants           | Bolton              | 2 (1987-1989)              | /                                       | - Bolton & Bury Hawks (1984?-1987) - Bolton & Bury Giants (1987-1988) - Olympic City Giants (1988-1989) si fonde con il Manchester Eagles nel 1989 per diventare Manchester Giants. |
| Scozia (bandiera)                                  | M. Livingston                 | Livingston          | 2 (1987-1989)              | 1 87-88                                 | - Murray Edinburgh (1977-1987) - M. Livingston (1987-1991) - Livingston Bulls (1991-1997) - Midlothian Bulls (1997-2001)                                                            |
| Inghilterra (bandiera)                             | Calderdale Explorers          | Halifax             | 1 (1987-1988)              | /                                       | - Halifax Explorers (1982-1983) - Calderdale Explorers (1983-1992) |
| Inghilterra (bandiera)                             | Crystal Palace                | Londra              | 4 (1987-1989 1996-1998)    | /                                       | - Crystal Palace (1973-1998) 1998 fusione con i London Towers |
| Inghilterra (bandiera)                             | Doncaster Panthers            | Doncaster           | 3 (1993-1996)              | /                                       | - Doncaster Panthers (1954-1985) - Doncaster Eagles (19??-1992) - Doncaster Panthers (1992-1996)                                                                                    |
| Inghilterra (bandiera)                             | Solent Stars                  | Eastleigh           | 3 (1987-1990)              | /                                       | - Solent Stars (1980-2007) |
| Inghilterra (bandiera)                             | Portsmouth FC Basketball Club | Portsmouth          | 1 (1987-1989)              | /                                       | - Portsmouth FC Basketball Club (1984-1989) |

## Albo d'oro
| Anno                                      | Naz.                   | Squadra Campione   | Squadra finalista  | Risultato     |
| ----------------------------------------- | ---------------------- | ------------------ | ------------------ | ------------- |
| Carlsberg League Division One (1987-1993) |                        |                    |                    |               |
| 1987-88                                   | Scozia (bandiera)      | M. Livingston      | Portsmouth         | 81 - 72       |
| 1988-89                                   | Scozia (bandiera)      | Glasgow Rangers    | M. Livingston      | 89 - 86       |
| 1989-90                                   | Inghilterra (bandiera) | Kingston Kings     | Sunderland 76ers   | 87 - 82       |
| 1990-91                                   | Inghilterra (bandiera) | Kingston Kings     | Sunderland Saints  | 94 - 72       |
| 1991-92                                   | Inghilterra (bandiera) | Kingston Kings     | Thames V. Tigers   | 84 - 67       |
| 1992-93                                   | Inghilterra (bandiera) | Worthing Bears     | Thames V. Tigers   | 75 - 74       |
| Budweiser Basketball League (1993-1999)   |                        |                    |                    |               |
| 1993-94                                   | Inghilterra (bandiera) | Worthing Bears     | Guildford Kings    | 71 - 65       |
| 1994-95                                   | Inghilterra (bandiera) | Worthing Bears     | Manchester Giants  | 77 - 73       |
| 1995-96                                   | Inghilterra (bandiera) | Birmingham Bullets | London Towers      | 78 - 72       |
| 1996-97                                   | Inghilterra (bandiera) | London Towers      | London Leopards    | 89 - 88       |
| 1997-98                                   | Inghilterra (bandiera) | Birmingham Bullets | Thames V. Tigers   | 78 - 75       |
| 1998-99                                   | Inghilterra (bandiera) | London Towers      | Thames V. Tigers   | 82 - 71       |
| Dairylea Dunkers Championship (1999-2000) |                        |                    |                    |               |
| 1999-00                                   | Inghilterra (bandiera) | Manchester Giants  | Birmingham Bullets | 74 - 65       |
| British Basketball League (2000-)         |                        |                    |                    |               |
| 2000-01                                   | Inghilterra (bandiera) | Leicester Riders   | Sheffield Sharks   | 84 - 75       |
| 2001-02                                   | Inghilterra (bandiera) | Chester Jets       | Sheffield Sharks   | 93 - 82       |
| 2002-03                                   | Scozia (bandiera)      | Scottish Rocks     | Brighton Bears     | 83 - 76       |
| 2003-04                                   | Inghilterra (bandiera) | Sheffield Sharks   | Chester Jets       | 86 - 74       |
| 2004-05                                   | Inghilterra (bandiera) | Newcastle Eagles   | Chester Jets       | 78 - 75       |
| 2005-06                                   | Inghilterra (bandiera) | Newcastle Eagles   | Scottish Rocks     | 83 - 68       |
| 2006-07                                   | Inghilterra (bandiera) | Newcastle Eagles   | Scottish Rocks     | 95 - 82       |
| 2007-08                                   | Inghilterra (bandiera) | Guildford Heat     | MK Lions           | 100 - 88      |
| 2008-09                                   | Inghilterra (bandiera) | Newcastle Eagles   | Everton Tigers     | 87 - 84       |
| 2009-10                                   | Inghilterra (bandiera) | Everton Tigers     | Glasgow Rocks      | 80 - 72       |
| 2010-11                                   | Inghilterra (bandiera) | Mersey Tigers      | Sheffield Sharks   | 79 - 74       |
| 2011-12                                   | Inghilterra (bandiera) | Newcastle Eagles   | Leicester Riders   | 71 - 62       |
| 2012-13                                   | Inghilterra (bandiera) | Leicester Riders   | Newcastle Eagles   | 68 - 57       |
| 2013-14                                   | Inghilterra (bandiera) | Worcester Wolves   | Newcastle Eagles   | 90 - 78       |
| 2014-15                                   | Inghilterra (bandiera) | Newcastle Eagles   | London Lions       | 96 - 84       |
| 2015-16                                   | Inghilterra (bandiera) | Sheffield Sharks   | Leicester Riders   | 84 - 77       |
| 2016-17                                   | Inghilterra (bandiera) | Leicester Riders   | Newcastle Eagles   | 84 - 63       |
| 2017-18                                   | Inghilterra (bandiera) | Leicester Riders   | London Lions       | 81 - 60       |
| 2018-19                                   | Inghilterra (bandiera) | Leicester Riders   | London City Royals | 93 - 61       |
| 2019-20                                   | non assegnato          | non assegnato      | non assegnato      | non assegnato |
| 2020-21                                   | Inghilterra (bandiera) | Newcastle Eagles   | London Lions       | 68 - 66       |
| 2021-22                                   | Inghilterra (bandiera) | Leicester Riders   | London Lions       | 78 - 75       |
| 2022-23                                   | Inghilterra (bandiera) | London Lions       | Leicester Riders   | 88 - 80       |
| 2023-24                                   | Inghilterra (bandiera) | London Lions       | Cheshire Phoenix   | 88 - 85       |

## Squadre/Franchigie per numero di vittorie
| National Basketball League / British Basketball League |          |                                                                                 |
| Franchigia                                             | Vittorie | Anni                                                                            |
| Newcastle Eagles                                       | 7        | 2004-05, 2005-06, 2006-07, 2008-09, 2011-12, 2014-15, 2020-21                   |
| Leicester Riders                                       | 6        | 2000-01, 2012-13, 2016-17, 2017-18, 2018-19, 2021-22                            |
| Guildford Kings                                        | 4        | 1988-89 (come Glasgow Rangers), 1989-90, 1990-91, 1991-92 (come Kingston Kings) |
| Brighton Bears                                         | 3        | 1992-93, 1993-94, 1994-95 (come Worthing Bears)                                 |
| Sheffield Sharks                                       | 2        | 2003-04, 2015-2016                                                              |
| Birmingham Bullets                                     | 2        | 1995-96, 1997-98                                                                |
| London Towers                                          | 2        | 1996-97, 1998-99                                                                |
| Mersey Tigers                                          | 2        | 2009-10 (come Everton Tigers), 2010-11                                          |
| London Lions                                           | 2        | 2022-23, 2023-24                                                                |
| M. Livingston                                          | 1        | 1987-88                                                                         |
| Manchester Giants                                      | 1        | 1999-00                                                                         |
| Cheshire Phoenix                                       | 1        | 2001-02 (come Chester Jets)                                                     |
| Caledonia Gladiators                                   | 1        | 2002-03 (come Scottish Rocks)                                                   |
| Surrey Scorchers                                       | 1        | 2007-08 (come Guildford Heat)                                                   |
| Worcester Wolves                                       | 1        | 2013-14                                                                         |